# Terminal Tower
La Terminal Tower est un gratte-ciel construit en 1930 sur Public Square, à Cleveland (Ohio).
Il fut le plus haut immeuble du monde hors de New York jusqu'à la construction de la Prudential Tower, à Boston dans les années 1960.
L'immeuble a été conçu dans un Style Beaux-Arts par l'agence d'architecture de Chicago, Graham, Anderson, Probst & White qui a conçu un grand nombre de gratte-ciel durant l'entre-deux-guerres.